# Бекишев, Аминтаза Мугугаджиевич
Аминтаза Мугугаджиевич Бекишев (11 ноября 1999, с. Гельбах, Кизилюртовский район, Дагестан, Россия) — российский боксёр, призёр чемпионата России. Мастер спорта России.

## Спортивная карьера
Является уроженцем села Гельбах Кизилюртовского района. В ноябре 2019 года в Нальчике Бекишев стал победителем молодёжного чемпионата России. В феврале 2021 года в Краснодаре Аминтаза Бекишев в составе сборной Дагестана, одолев в финале представителя Калмыкии Богдана Ильзитинова, завоевал золотую медаль Всероссийских соревнований памяти заслуженного тренера СССР Артёма Лаврова. 25 февраля 2021 года ему было присвоено звание мастер спорта России. В мае 2021 года в Серпухове Бекишев стал чемпионом России среди молодежи. В июне 2021 года в Италии Бекишев завоевал золотую медаль на молодежном чемпионате Европы. В сентябре 2021 года на чемпионате России в Кемерово, уступив в полуфинале Игорю Царегородцеву, стал бронзовым призёром.

## Достижения
- Чемпионат России по боксу среди молодёжи 19-22 лет 2021 — ;
- Чемпионат Европы по боксу среди молодёжи 19-22 лет 2021 — ;
- Чемпионат России по боксу 2021 — ;